# Katarzyna Soborak
Katarzyna Soborak (ur. 29 kwietnia 1934) – polska dokumentalistka, założycielka i kierownik Ośrodka Dokumentacji Życia i Kultu Błogosławionego Księdza Jerzego Popiełuszki w Warszawie.

## Życiorys
Pochodzi z Ciechanowa. W czasie II wojny światowej jej ojciec był żołnierzem Armii Krajowej, za co został aresztowany i deportowany do niemieckiego obozu koncentracyjnego (zginął w KL Mauthausen-Gusen). W 1982 za udział w strajku została usunięta z pracy w Instytucie Chemii Przemysłowej i wtedy też zaprzyjaźniła się z ks. Jerzym Popiełuszko. Po śmierci duchownego była w zespole tworzącym Służbę Informacyjną, powołanym przy kościele św. Stanisława Kostki w Warszawie przez ówczesnego proboszcza parafii ks. Teofila Boguckiego. Od 1994 kieruje Służbą Informacyjną, a w 1997 weszła jako notariusz w skład Trybunału Beatyfikacyjnego ks. Jerzego Popiełuszki na szczeblu diecezjalnym. Jest założycielką i kierownikiem powołanego dekretem kard. Kazimierza Nycza w 2011, Ośrodka Dokumentacji Życia i Kultu Błogosławionego Księdza Jerzego Popiełuszki w Warszawie. Była także konsultantką licznych publikacji i filmów poświęconych ks. Popiełuszce.

## Odznaczenia i wyróżnienia
- 2001 została odznaczona przez prymasa Polski Józefa kardynała Glempa Medalem „Zasłużonemu w posłudze dla Kościoła i narodu”[2]
- 2010 roku otrzymała od papieża Benedykta XVI odznaczenie "Pro Ecclesia et Pontifice"
- 2017 została odznaczona Krzyżem Oficerskim Orderu Odrodzenia Polski[1].